# Brian Shelley
Brian Shelley (15 de noviembre de 1981 en Dublín) es un exfutbolista irlandés que jugaba como defensor.

## Carrera
Aunque comenzó su carrera en 1999 en el Shamrock Rovers, fue recién en el año 2000, jugando para el Bohemians, que realizaría su debut profesional. Con dicho club ganaría la liga irlandesa en la temporada 2000/01, en la que también consiguió la Copa de Irlanda. En 2002 estuvo a préstamo en el Longford Town, y al regresar del mismo, firmó con el Carlisle United inglés. En 2005 volvió al Shamrock Rovers, aunque su estadía sería corta, pasando al Drogheda United ese mismo año. Se proclamó campeón de la primera división de Irlanda en 2007 y de la Setanta Sports Cup en las ediciones de 2006 y 2007 para luego dejar al Drogheda en 2009. Jugó su último año en su país natal para el Bohemians, consiguiendo nuevamente la FAI Premier Division.
A principios de 2011 se mudó a Australia para jugar en el Ballarat Red Devils, donde también fue entrenador. En 2012 firmó con el Waitakere United neozelandés, club al cual también comenzó a entrenar a partir de 2013 por la renuncia de Paul Marshall. En 2015 fue despedido del cargo de director técnico por los malos resultados del equipo.

### Clubes

#### Como jugador
| Club                          | País          | Año         |
| ----------------------------- | ------------- | ----------- |
| Shamrock Rovers Football Club | Irlanda       | 1999 - 2000 |
| Bohemians Football Club       | Irlanda       | 2000 - 2002 |
| Longford Town (a préstamo)    | Irlanda       | 2002        |
| Carlisle United Football Club | Inglaterra    | 2002 - 2005 |
| Drogheda United Football Club | Irlanda       | 2005 - 2009 |
| Bohemians Football Club       | Irlanda       | 2009 - 2010 |
| Ballarat Red Devils           | Australia     | 2011 - 2012 |
| Waitakere United              | Nueva Zelanda | 2012 - 2015 |

#### Como entrenador
| Club                | País          | Año         |
| ------------------- | ------------- | ----------- |
| Ballarat Red Devils | Australia     | 2011 - 2012 |
| Waitakere United    | Nueva Zelanda | 2013 - 2015 |

## Palmarés
| Título               | Club             | País          | Año     |
| -------------------- | ---------------- | ------------- | ------- |
| FAI Premier Division | Bohemians        | Irlanda       | 2000/01 |
| Copa de Irlanda      | Bohemians        | Irlanda       | 2000/01 |
| Setanta Sports Cup   | Drogheda United  | Irlanda       | 2006    |
| FAI Premier Division | Drogheda United  | Irlanda       | 2007    |
| Setanta Sports Cup   | Drogheda United  | Irlanda       | 2007    |
| FAI Premier Division | Bohemians        | Irlanda       | 2009    |
| Setanta Sports Cup   | Bohemians        | Irlanda       | 2009/10 |
| Charity Cup          | Waitakere United | Nueva Zelanda | 2012    |
| ASB Premiership      | Waitakere United | Nueva Zelanda | 2012/13 |